# Vallirana (kommun)
Vallirana är en kommun i Spanien.   Den ligger i provinsen Província de Barcelona och regionen Katalonien, i den östra delen av landet, 500 km öster om huvudstaden Madrid. Antalet invånare är 14 549. Arean är 23,8 kvadratkilometer. Vallirana gränsar till Torrelles de Llobregat, Cervelló, Begues, Olesa de Bonesvalls och Subirats. 
Terrängen i Vallirana är lite kuperad.